# Natura 2000-område nr. 113 Urup Dam, Brabæk Mose, Birkende Mose og Illemose
 Natura 2000-område nr. 113 Urup Dam, Brabæk Mose, Birkende Mose og Illemose består af består af habitatområde H97. Natura 2000-området ligger lige øst for Birkende nord for Langeskov i Kerteminde Kommune, i vandplanopland Vandplan 1.13 Odense Fjord  . Hele området omfatter 102 ha, og er privatejet.

## Områdebeskrivelse
I området ligger 2 parallelle dalsystemer, der er orienteret NØ-SV. I dalene findes mindre vandløb, der udgør den øvre del af Geels Å systemet. Hovedparten af området består af moser og ferske enge på en kalkholdig jordbund. Centralt i området findes mosen Urup Dam. der er store sammenhængende arealer med afgræssede rigkær med sjældne plantearter som fx de rødlistede gul star og vejbredvandaks. Specielt Urup Dam har en særdeles artsrig vegetation med forekomst af orkideen mygblomst, som her har et af sine få danske voksesteder.

## Eksterne kilder og henvisninger
1. ↑  "Vandplan 1.13 Odense Fjord" (PDF). Arkiveret fra originalen (PDF) 31. oktober 2017. Hentet 4. februar 2018.

- Kort over området på miljoegis.mim.dk
- Naturplanen (Webside ikke længere tilgængelig)
- Basisanalysen 2016-21 Arkiveret 5. februar 2018 hos  Wayback Machine